# Fridolin Karl Leopold Spenner
Fridolin Karl Leopold Spenner (Bad Säckingen, 25 de setembro de 1798 — Freiburg, 5 de julho de 1841) foi um botânico e professor universitário.

## Biografia
Foi filho de um oficial administrativo, originário de Waldshut-Tiengen, tendo-se a família fixado em Villingen quando Spenner era criança.
Embora Spenner mostrasse um interesse precoce pela história natural, seu pai insistiu para que estudasse Direito.
Em 1815, iniciou os seus estudos na Universidade de Tübingen (Eberhard Karls Universität Tübingen), nas áreas jurídicas e filosóficas. Pouco depois do falecimento de seu pai transferiu-se para o curso de Medicina da Universidade de Friburgo, que acumulou com História Natural, particularmente Botânica. Após obter o seu diploma de médico, em 1821, dedicou-se completamente ao estudo da Botânica.
Realizou diversos estudos florísticos, particularmente da flora circundante a Friburgo. Em resultado desses estudos, de 1825 a 1829 publicou os três volumes da Flora friburgensis, obra em que ordena a flora segundo a classificação taxonómica proposta por Carolus Linnaeus, sendo esta a primeira obra a tratar assim a flora alemã. Em 1827 publicou uma descrição da espécie Nuphar minima das margens do lago Feldsee. Em 1838 publicou uma descrição da vegetação do Renchtal (vale do Rench).
Em 1826 Spenner mudou-se para Schwetzingen com o objectivo de ordenar o herbário de Johann Michael Zeyher. Naquela cidade conheceu Karl Frederick Schimper, com quem estabeleceu duradoura colaboração.
Em 1829 obteve o doutoramento na Universidade de Friburgo com a dissertação Monographia generis Nigellae e pouco depois obteve a agregação apresentando como dissertação a obra Monographia generis Pulmonariae, que nunca chegou a publicar.
Em 1832 obteve o lugar de assistente no curso de Medicina da Universidade de Friburgo, tendo em 1838 sido promovido a professor titular, mantendo a sua actividade académica no campo da Botânica, chegando a ser curador e director do Botanischer Garten Freiburg ("Jardim Botânico de Friburgo"), trabalhando com Karl Julius Perleb.
Os seguintes taxa têm Spenner como epónimo: Carl Friedrich Philipp von Martius deu o nome Spennera (hoje Aciotis) a um género da família de Melastomataceae; e Jean Gaudin designou um híbrido natural do género Nuphar como Nuphar × spenneriana (sinónimo taxonómico de Nuphar × intermedia).

## Obra
Entre outras obras, Spenner é autor das seguintes publicações:
- Flora Friburgensis et regionum prox_me adjacentium – Friburgi Brisgoviae, 1825–1829
- Monographia genesis Nigellae – Friburgi Brisgoviae, 1829
- Handbuch der angewandten Botanik oder praktische Anleitung zur Kenntniss der medizinisch, technisch u. oekonomisch gebraeuchlichen Gewaechse Teutschlands und der Schweiz – Freiburg, 1834–36
- Teutschlands phanerogamische Pflanzengattungen in analytischen Bestimmungstabellen nach dem natürlichen und Linneischen Systeme : mit einem latein. u. teutschen terminologischen Wörterbuche – Freiburg Breisgau 1836
- Theodorus Fridericus Ludovicus Nees (editor) Genera plantarum florae Germanicae iconibus com os seguintes capítulos da autoria de Spenner:
  - Plantarum dicotyledonearum subclassis secunda: Gamopetalae, 2[,1] (1843)
  - Genera plantarum florae Germanicae iconibus et descriptionibus illustrata.